# Selaginella mairei
Selaginella mairei är en mosslummerväxtart som beskrevs av H. Lév.. Selaginella mairei ingår i släktet mosslumrar, och familjen mosslummerväxter. Inga underarter finns listade i Catalogue of Life.